# Куликова, Ксения Сергеевна
Ксения Сергеевна Куликова (10 апреля 1988, Глазов, Удмуртская АССР) — российская биатлонистка, призёр чемпионата России, неоднократный призёр чемпионата мира среди юниоров. Мастер спорта России.

## Биография
Воспитанница ДЮСШ г. Глазов, начала заниматься под руководством своего отца Сергея Кузьмича Куликова. С 2006 году тренировалась в Ижевске у Н. Г. Хазеева. На внутренних соревнованиях представляла Республику Удмуртия.

### Юниорская карьера
В 2007 году участвовала в чемпионате мира среди 19-летних в Валь-Мартелло и завоевала там четыре серебряных медали — в эстафете, спринте, гонке преследования и индивидуальной гонке.
В 2008 году на юниорском чемпионате Европы в Нове-Место была пятой в индивидуальной гонке, седьмой — в спринте и гонке преследования.
На чемпионате мира среди юниоров 2009 года в Канморе стартовала только в индивидуальной гонке, где заняла 36-е место. В том же году на юниорском чемпионате Европы в Уфе стала пятой в индивидуальной гонке.
Участница чемпионата мира по летнему биатлону среди юниоров 2009 года в Оберхофе, финишировала шестой в спринте и восьмой — в пасьюте.
Победительница юниорского зачёта Кубка России в сезоне 2008/09.

### Взрослая карьера
Бронзовый призёр чемпионата России 2010 года в патрульной гонке в составе команды Удмуртии.